# Мід (Вашингтон)
Мід (англ. Mead) — переписна місцевість (CDP) в США, в окрузі Спокен штату Вашингтон. Населення — 7576 осіб (2020).

## Географія
Мід розташований за координатами 47°46′46″ пн. ш. 117°21′0″ зх. д. / 47.77944° пн. ш. 117.35000° зх. д. (47.779466, -117.349937).  За даними Бюро перепису населення США в 2010 році переписна місцевість мала площу 18,83 км², уся площа — суходіл.

## Демографія
Згідно з переписом 2010 року, у переписній місцевості мешкало 7275 осіб у 2716 домогосподарствах у складі 2045 родин. Густота населення становила 386 осіб/км².  Було 2842 помешкання (151/км²).
Расовий склад населення:
| - 94,8 % — білих - 1,0 % — корінних американців - 0,5 % — чорних або афроамериканців - 0,5 % — азіатів - 0,2 % — вихідців з тихоокеанських островів |

До двох чи більше рас належало 2,6 %. Частка іспаномовних становила 3,0 % від усіх жителів.
За віковим діапазоном населення розподілялося таким чином: 26,2 % — особи молодші 18 років, 60,5 % — особи у віці 18—64 років, 13,3 % — особи у віці 65 років та старші. Медіана віку мешканця становила 41,7 року. На 100 осіб жіночої статі у переписній місцевості припадало 96,6 чоловіків;  на 100 жінок у віці від 18 років та старших — 93,4 чоловіків також старших 18 років.
Середній дохід на одне домашнє господарство  становив 67 700 доларів США (медіана — 56 042), а середній дохід на одну сім'ю — 76 765 доларів (медіана — 63 359). Медіана доходів становила 52 650 доларів для чоловіків та 40 110 доларів для жінок. За межею бідності перебувало 7,4 % осіб, у тому числі 7,9 % дітей у віці до 18 років та 4,5 % осіб у віці 65 років та старших.
Цивільне працевлаштоване населення становило 3065 осіб. Основні галузі зайнятості: освіта, охорона здоров'я та соціальна допомога — 23,1 %, роздрібна торгівля — 15,0 %, науковці, спеціалісти, менеджери — 10,1 %, будівництво — 8,8 %.